# Bowling for Columbine
Bowling for Columbine är en amerikansk dokumentärfilm från 2002 av Michael Moore.

## Handling
Filmen handlar om vapenindustrin, människans hållning till vapen och varför det händer så många dödsfall relaterade till handeldvapen i USA än i övriga industriländer.

## Om filmen
En av Moores bevekelsegrunder för att skapa denna film var Columbinemassakern 1999 och dess efterspel, där bland annat Marilyn Mansons låttexter påstås ha utgjort en inspirationskälla för mördarna. Filmen Oscarsbelönades som bästa dokumentärfilm år 2003.